# ملتون کانستبل
ملتون کانستبل (به انگلیسی: Melton Constable) یک روستا و محله مدنی در بریتانیا است که در North Norfolk واقع شده‌است. ملتون کانستبل ۶٫۹۶ کیلومتر مربع مساحت و ۶۱۸ نفر جمعیت دارد.